# Resultados do Carnaval de Nova Friburgo
Resultados do Carnaval de Nova Friburgo.

## 2009
| Escolas         | Escolas              | Escolas | Escolas             |
| Colocação       | Escola               | Pontos  | Ref.                |
| --------------- | -------------------- | ------- | ------------------- |
| 1º              | Vilage no Samba      | 190     | [ 1 ]               |
| 2º              | Unidos da Saudade    | 190     | [ 1 ]               |
| 3º              | Alunos do Samba      | 188     | [ 1 ]               |
| 4º              | Imperatriz de Olaria | 187.5   | [ 1 ]               |
| 5º              | Acadêmicos do Prado  | 178     | [ 1 ]               |
| Bloco de enredo |                      |         |                     |
| Colocação       | Bloco                | *       | Ref.                |
| 1º              | Raio de Luar         | *       | [carece de fontes?] |

## 2010
| Escolas         | Escolas              | Escolas     |
| Colocação       | Escola               | Ref.        |
| --------------- | -------------------- | ----------- |
| 1º              | Unidos da Saudade    | [ 2 ]       |
| 2º              | Vilage no Samba      | [ 2 ] [ 3 ] |
| 3º              | Imperatriz de Olaria | [ 3 ]       |
| 4º              | Alunos do Samba      | [ 3 ]       |
| 5º              | Acadêmicos do Prado  | [ 3 ]       |
| Bloco de enredo |                      |             |
| Colocação       | Bloco                | Ref.        |
| 1º              | Globo de Ouro        | [ 4 ]       |

## 2011
Não ocorreu carnaval devido às enchentes.

## 2012
| Escolas         | Escolas              | Escolas             |
| Colocação       | Escola               | Ref.                |
| --------------- | -------------------- | ------------------- |
| 1º              | Unidos da Saudade    | [ 6 ] [ 7 ]         |
| 2º              | Vilage no Samba      | [ 6 ] [ 7 ]         |
| 3º              | Imperatriz de Olaria | [ 6 ] [ 7 ]         |
| 4º              | Alunos do Samba      | [carece de fontes?] |
| 5º              | Acadêmicos do Prado  | [carece de fontes?] |
| Bloco de enredo |                      |                     |
| Colocação       | Bloco                | Ref.                |
| 1º              | Raio de Luar         | [ 6 ] [ 7 ]         |
| 2º              | Bola Branca          | [ 6 ]               |
| 3º              | Unidos do Imperador  | [ 6 ]               |

## 2013
| Escolas         | Escolas              | Escolas | Escolas      |
| Colocação       | Escola               | Pontos  | Ref.         |
| --------------- | -------------------- | ------- | ------------ |
| 1º              | Unidos da Saudade    | 180     | [ 8 ] [ 9 ]  |
| 2º              | Vilage no Samba      | 179.5   | [ 8 ]        |
| 3º              | Alunos do Samba      | 173     | [ 8 ]        |
| Desistiu        | Imperatriz de Olaria | *       | [ 8 ]        |
| Bloco de enredo |                      |         |              |
| Colocação       | Bloco                | Pontos  | Ref.         |
| 1º              | Raio de Luar         | 146     | [ 8 ] [ 10 ] |
| 2º              | Bola Branca          | 145     | [ 8 ]        |
| 3º              | Unidos do Imperador  | 143     | [ 8 ]        |

## 2014
| Escolas         | Escolas              | Escolas | Escolas       |
| Colocação       | Escola               | Pontos  | Ref.          |
| --------------- | -------------------- | ------- | ------------- |
| 1º              | Vilage no Samba      | 169.9   | [ 11 ] [ 12 ] |
| 2º              | Unidos da Saudade    | 168.8   | [ 11 ] [ 12 ] |
| 3º              | Imperatriz de Olaria | 167.5   | [ 11 ] [ 12 ] |
| Bloco de enredo |                      |         |               |
| Colocação       | Bloco                | Pontos  | Ref.          |
| 1º              | Globo de Ouro        | 150     | [ 13 ]        |
| 2º              | Unidos do Imperador  | 147.4   | [ 13 ]        |
| 3º              | Bola Branca          | 146.6   | [ 13 ]        |

## 2015
A Unidos da Saudade foi a única escola de samba a desfilar no carnaval friburguense.  Os blocos Raio de Luar, Globo de Ouro, Unidos do Imperador e Bola Branca garantiram a presença no desfile, porém não houve disputa entre os blocos.
| Escola    | Escola            | Escola | Escola |
| Colocação | Escola            | Pontos | Ref.   |
| --------- | ----------------- | ------ | ------ |
| 1º        | Unidos da Saudade |        | [ 14 ] |

## 2016
| Escolas         | Escolas              | Escolas | Escolas |
| Colocação       | Escola               | Pontos  | Ref.    |
| --------------- | -------------------- | ------- | ------- |
| 1º              | Unidos da Saudade    | 179.9   | [ 16 ]  |
| 2º              | Vilage no Samba      | 179.4   | [ 16 ]  |
| 3º              | Imperatriz de Olaria |         | [ 16 ]  |
| 4º              | Alunos do Samba      |         | [ 16 ]  |
| Bloco de enredo |                      |         |         |
| Colocação       | Bloco                | Pontos  | Ref.    |
| 1º              | Bola Branca          | 159.90  | [ 16 ]  |
| 2º              | Raio de Luar         | 158.10  | [ 16 ]  |
| 3º              | Unidos do Imperador  |         | [ 16 ]  |
| 3º              | Globo de Ouro        |         | [ 16 ]  |

## 2017
| Escolas         | Escolas                                | Escolas | Escolas |
| Colocação       | Escola                                 | Pontos  | Ref.    |
| --------------- | -------------------------------------- | ------- | ------- |
| 1º              | Imperatriz de Olaria Unidos da Saudade | 189,8   | [ 17 ]  |
| 1º              |                                        | 189,8   | [ 17 ]  |
| 3º              | Vilage no Samba                        | 189,4   | [ 17 ]  |
| 4º              | Alunos do Samba                        | 189,2   | [ 17 ]  |
| Bloco de enredo |                                        |         |         |
| Colocação       | Bloco                                  | Pontos  | Ref.    |
| 1º              | Bola Branca                            | 148,6   | [ 18 ]  |
| 2º              | Raio de Luar                           | 147,8   | [ 18 ]  |
| 3º              | Unidos do Imperador                    | 147,8   | [ 18 ]  |

## 2018
| Escolas         | Escolas              | Escolas | Escolas |
| Colocação       | Escola               | Pontos  | Ref.    |
| --------------- | -------------------- | ------- | ------- |
| 1.º             | Imperatriz de Olaria | 189.8   | [ 19 ]  |
| 2.º             | Vilage no Samba      | 189.5   | [ 19 ]  |
| 3.º             | Unidos da Saudade    | 189.2   | [ 19 ]  |
| 4.º             | Alunos do Samba      | 188.8   | [ 19 ]  |
| Bloco de enredo |                      |         |         |
| Colocação       | Bloco                | Pontos  | Ref.    |
| 1.º             | Bola Branca          | 149.2   | [ 20 ]  |
| 2.º             | Globo de Ouro        | 149.1   | [ 20 ]  |
| 3.º             | Raio de Luar         | 148.6   | [ 20 ]  |
| 4.º             | Unidos do Imperador  | 147.9   | [ 20 ]  |

## 2019
| Escolas         | Escolas              | Escolas | Escolas |
| Colocação       | Escola               | Pontos  | Ref.    |
| --------------- | -------------------- | ------- | ------- |
| 1.º             | Vilage no Samba      | 189.9   | [ 21 ]  |
| 2.º             | Alunos do Samba      | 188.8   | [ 21 ]  |
| 3.º             | Imperatriz de Olaria | 188.7   | [ 21 ]  |
| 4.º             | Unidos da Saudade    | 187.5   | [ 21 ]  |
| Bloco de enredo |                      |         |         |
| Colocação       | Bloco                | Pontos  | Ref.    |
| 1.º             | Bola Branca          | 149.7   | [ 22 ]  |
| 2.º             | Globo de Ouro        | 149.5   | [ 22 ]  |
| 3.º             | Unidos do Imperador  | 149.2   | [ 22 ]  |
| 4.º             | Raio de Luar         | 149.1   | [ 22 ]  |

## 2020
| Escolas   | Escolas              | Escolas | Escolas       |
| Colocação | Escola               | Pontos  | Ref.          |
| --------- | -------------------- | ------- | ------------- |
| 1.º       | Vilage no Samba      | 189,7   | [ 23 ] [ 24 ] |
| 2.º       | Unidos da Saudade    | 189,2   | [ 23 ] [ 24 ] |
| 3.º       | Alunos do Samba      | 189     | [ 23 ] [ 24 ] |
| 4.º       | Imperatriz de Olaria | 188,9   | [ 23 ] [ 24 ] |
| Grupo A   |                      |         |               |
| Colocação | Escola               | Pontos  | Ref.          |
| 1.º       | Globo de Ouro        | 149,3   | [ 23 ] [ 24 ] |
| 2.º       | Raio de Luar         | 147,5   | [ 23 ] [ 24 ] |
| 3.º       | Bola Branca          | 147,1   | [ 23 ] [ 24 ] |
| 4.º       | Unidos do Imperador  | 146,9   | [ 23 ] [ 24 ] |